# Картаёль
Картаёль (коми Картаёль) — деревня в Ижемском районе Республики Коми России. Входит в состав сельского поселения Том.

## Этимология
Название связано с протекающей вблизи деревни рекой Картаёль. Гидроним на ижемском диалекте языке коми означает «речка, протекающая по крестьянской надельной земле, по крестьянской вотчине».

## История
Основана в период между 1763 и 1768 годами выходцами из Ижемской слободки (ныне — село Ижма). В 1782 году в деревне проживало 34 человека (12 мужчин и 22 женщины); в 1816 году — 66 человек. По данным на 1859 год в деревне Картаёль числились 19 дворов и 150 жителей; в 1905 году — 39 двор и 284 жителя (140 мужчин и 144 женщины). В 1918 году действовали школа и почтовая станция.
По состоянию на 1920 год, в деревне Карта-Ель имелось 52 двора и проживало 198 человек (74 мужчины и 124 женщины). В административном отношении входила в состав Кедвавомского общества Кедвавомской волости Ижмо-Печорского уезда.

## География
Деревня находится в северо-западной части Республики Коми, в пределах Печорской низменности, на левом берегу реки Ижмы, на расстоянии примерно 58 километров (по прямой) к юго-западу от села Ижмы, административного центра района. Абсолютная высота — 40 метров над уровнем моря.
Климат
Климат характеризуется как умеренно континентальный, с продолжительной морозной многоснежной зимой и коротким прохладным летом. Средняя температура воздуха самого тёплого месяца (июля) составляет 14,6 °C; самого холодного (января) — −17,4 °C. Среднегодовое количество атмосферных осадков составляет 527 мм.
Часовой пояс
Картаёль, как и вся Республика Коми, находится в часовой зоне МСК (московское время). Смещение применяемого времени относительно UTC составляет +3:00.

## Население
| 2010 |
| ---- |
| 335  |

Гендерный состав
По данным Всероссийской переписи населения 2010 года в гендерной структуре населения мужчины составляли 52,2 %, женщины — соответственно 47,8 %.
Национальный состав
Согласно результатам переписи 2002 года, в национальной структуре населения коми-ижемцы составляли 65 % из 438 чел.; коми — 31 %.